# Abexinostat
Abexinostat ( INN,  antigo PCI-24781 ) é um medicamento experimental e canditado ao tratamento do câncer.  Foi desenvolvido pela Pharmacyclics e seus direitos de produção e comercialização estão atualmente sob a Xynomic. Desde 2013, estave em ensaios clínicos de Fase II para linfoma de células B.  O estudo pré-clínico sugeriu que também existe potencial para o tratamento de outros tipos de câncer.   
Abexinostat exerce seu efeito como um inibidor da histona desacetilase  . Este fármaco também inibe o gene RAD51, envolvido no reparo das fitas duplas de ADN. 

## Progresso
A FDA designou o abexinostat para o fast track no tratamento de linfoma folicular recidivado ou refratário nos cenários de quarta linha. Essa designação é importante para facilitar o desenvolvimento, a expedição e a revisão de medicamentos que tratam condições sérias e preenchem uma necessidade de saúde não atendida.
A Forerunner Pharma Research conduziu um ensaio clínico, nos Estados Unidos e na Europa, potencialmente fundamental para o uso de abexinostat como monoterapia em pacientes com linfoma folicular recidivado ou refratário.  Na fase II do estudo, o abexinostat mostrou uma taxa de resposta global (TRG) modesta nos pacientes com linfoma não-Hodgkin (LNH) recidivado ou refratário e naqueles com leucemia linfocítica crônica (LLC), no entanto, uma TRG notavelmente maior foi observada em pacientes com linfoma folicular. Este estudo envolveu 100 pacientes tratados com 80 miligramas de abexinostat duas vezes ao dia durante 14 dias em um ciclo de 21 dias. A TRG para o linfoma folicular foi de 56%, indicando que há um impacto significativo neste subtipo de linfoma. O estudo também relatou eventos adversos de grau 3 ou superior em um número considerável de pacientes, sendo que trombocitopenia, neutropenia e anemia foram relatados mais frequentemente. 

## Segurança e eficácia
O abexinostat é caracterizado pelo seu perfil farmacocinético e esquema posológico único, que permite a exposição contínua nas concentrações necessárias para a destruição das células tumorais. 